# La mia anima d'uomo
La mia anima d'uomo è un brano musicale scritto da Lorenzo Imerico, Anna Oxa e Roberto Pacco e presentato dalla Oxa al Festival di Sanremo 2011, dove si è classificato penultimo. Il brano è stato successivamente inserito nella riedizione dell'album Proxima.
Nelle esibizioni del Festival l'orchestra è stata diretta da Loris Ceroni.

## Tracce
Download digitale
1. La mia anima d'uomo – 3:39

## Classifiche
| Paese  | Posizione raggiunta |
| ------ | ------------------- |
| Italia | 55                  |